# Hipolit Dobruchowski

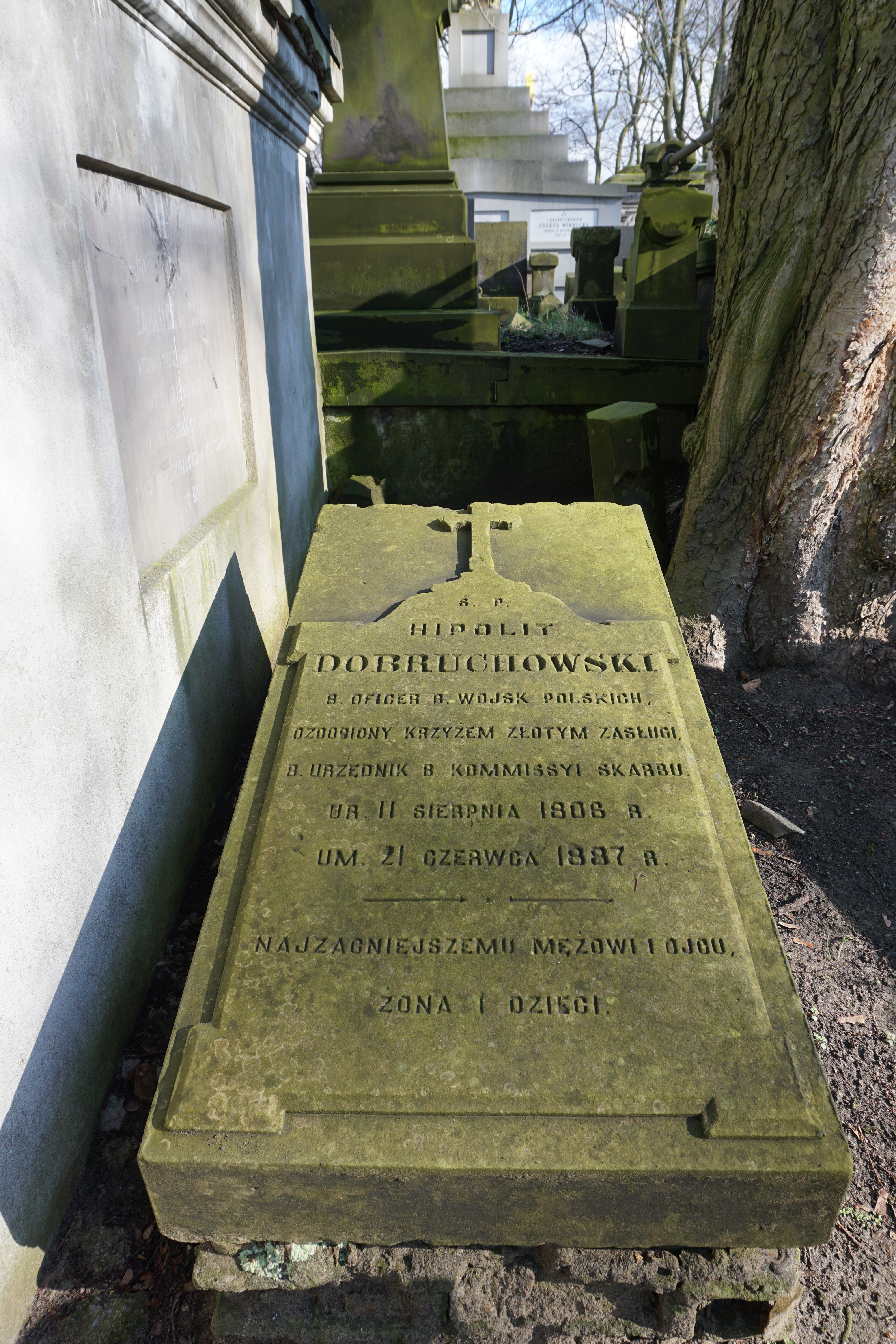
Grób Hipolita Dobruchowskiego na cmentarzu Powązkowskim

Hipolit Dobruchowski herbu Ogończyk (ur. 11 sierpnia 1806 w Kaliszu, zm. 21 czerwca 1887 w Warszawie) – polski kartograf, podporucznik w powstaniu listopadowym, kawaler Orderu Virtuti Militari.

## Życiorys
Był synem Józefa i Zofii z Ojrzanowskich. Wywodził się ze rodziny szlacheckiej, w czasach przedrozbiorowych mieszkającej w południowej i wschodniej Wielkopolsce. Ukończył warszawską wojewódzką szkołę pijarów a następnie Korpus Kadetów w Kaliszu. Od 1825 pracował na stanowisku konduktora w Sztabie Kwatermistrzostwa Generalnego. Był jednym z twórców Topograficznej Karty Królestwa Polskiego wydanej w Warszawie w 1843 roku. Po wybuchu powstania listopadowego służył w 8 Pułku Piechoty Liniowej. W dniu 15 stycznia 1831 roku uzyskał awans na podporucznika, a 30 stycznia został przeniesiony do batalionu artylerii. Ciężko ranny. Odznaczony Złotym Krzyżem Orderu Virtuti Militari przyznanym 14 września 1831 roku (nr 2571). Po powstaniu pracował na stanowisku rewizora pomiarów w Wydziale Lasów Komisji Rządowej Przychodów i Skarbu w Warszawie. Za długoletnią i nienaganną służbę odznaczony przez cara Aleksandra II orderem św. Anny.
Na mocy decyzji Rady Stanu Królestwa Polskiego z 29 czerwca (11 lipca) 1840 roku Hipolit Dobruchowski h. Ogończyk został uznany za "szlachtę dziedziczną, która nabyła tego stanu przed ogłoszeniem prawa". 
Dwukrotnie żonaty. Po raz pierwszy z Filipiną z Mściwujewskich, córką Jana i Julianny z Garlińskich (ślub w Warszawie w 1835). Po jej śmierci ożenił się z Matyldą z Lemańskich h. Bukowczyk, córką Jana i Karoliny z Zakrzewskich. Z pierwszego związku urodził się syn Wacław (zmarł po roku). Z małżeństwa z Matyldą urodziło się więcej dzieci; wśród nich Jan Józef (Warszawa, 1843), Teofil Hipolit (Gardzienice, 1846) i Filipina zamężna z Eugeniuszem Warmskim.
Zmarł w Warszawie 21 czerwca 1887 roku. Został pochowany na Starych Powązkach w kwaterze 181-6-10.